# Villacidaler
Villacidaler ist ein nordspanisches Dorf und Hauptort einer Gemeinde (municipio) mit 46 Einwohnern (Stand: 2024) in der Provinz Palencia in der Autonomen Gemeinschaft Kastilien-León. 

## Lage und Klima
Villacidaler liegt in der Region Tierra de Campos auf der kastilischen Hochebene in einer Höhe von ca. 785 m. Die Provinzhauptstadt Palencia befindet sich mit ihrem Stadtzentrum etwa 48 Kilometer (Fahrtstrecke) südöstlich.
Das Klima im Winter ist durchaus kalt, im Sommer dagegen warm bis heiß; die eher spärlichen Regenfälle (ca. 555 mm/Jahr) fallen überwiegend im Winterhalbjahr.

## Bevölkerungsentwicklung
| Jahr      | 1970 | 1981 | 1991 | 2001 | 2011 | 2021 |
| --------- | ---- | ---- | ---- | ---- | ---- | ---- |
| Einwohner | 191  | 121  | 95   | 69   | 53   | 45   |

## Sehenswürdigkeiten

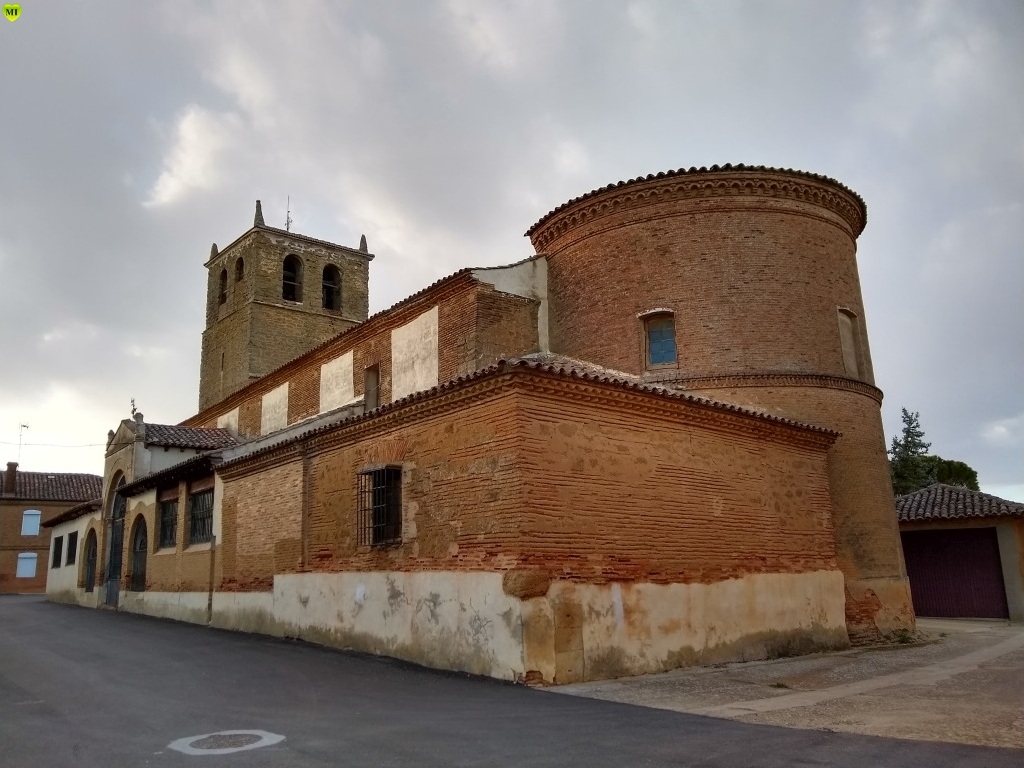
Adrianskirche
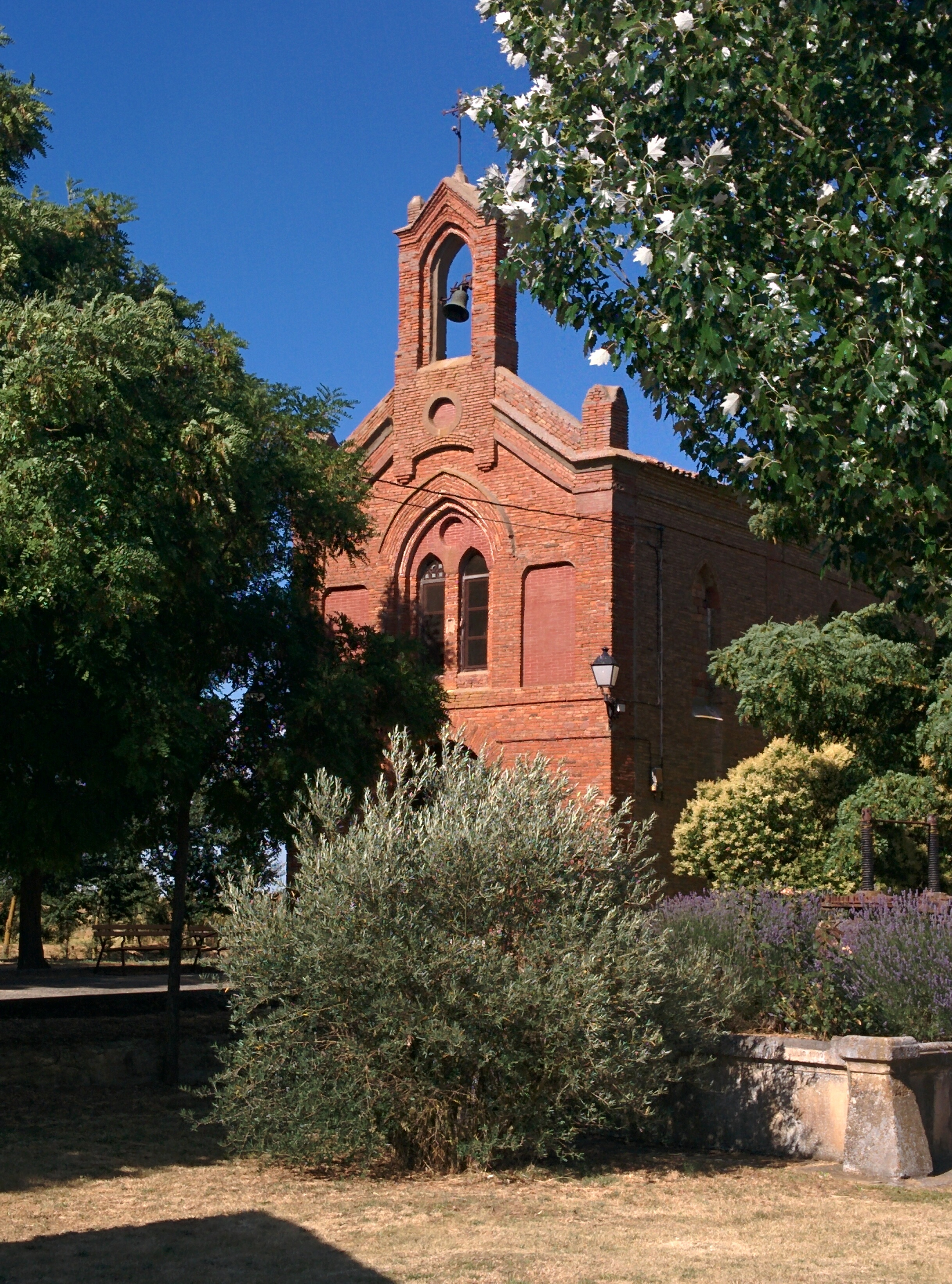
Marienkapelle
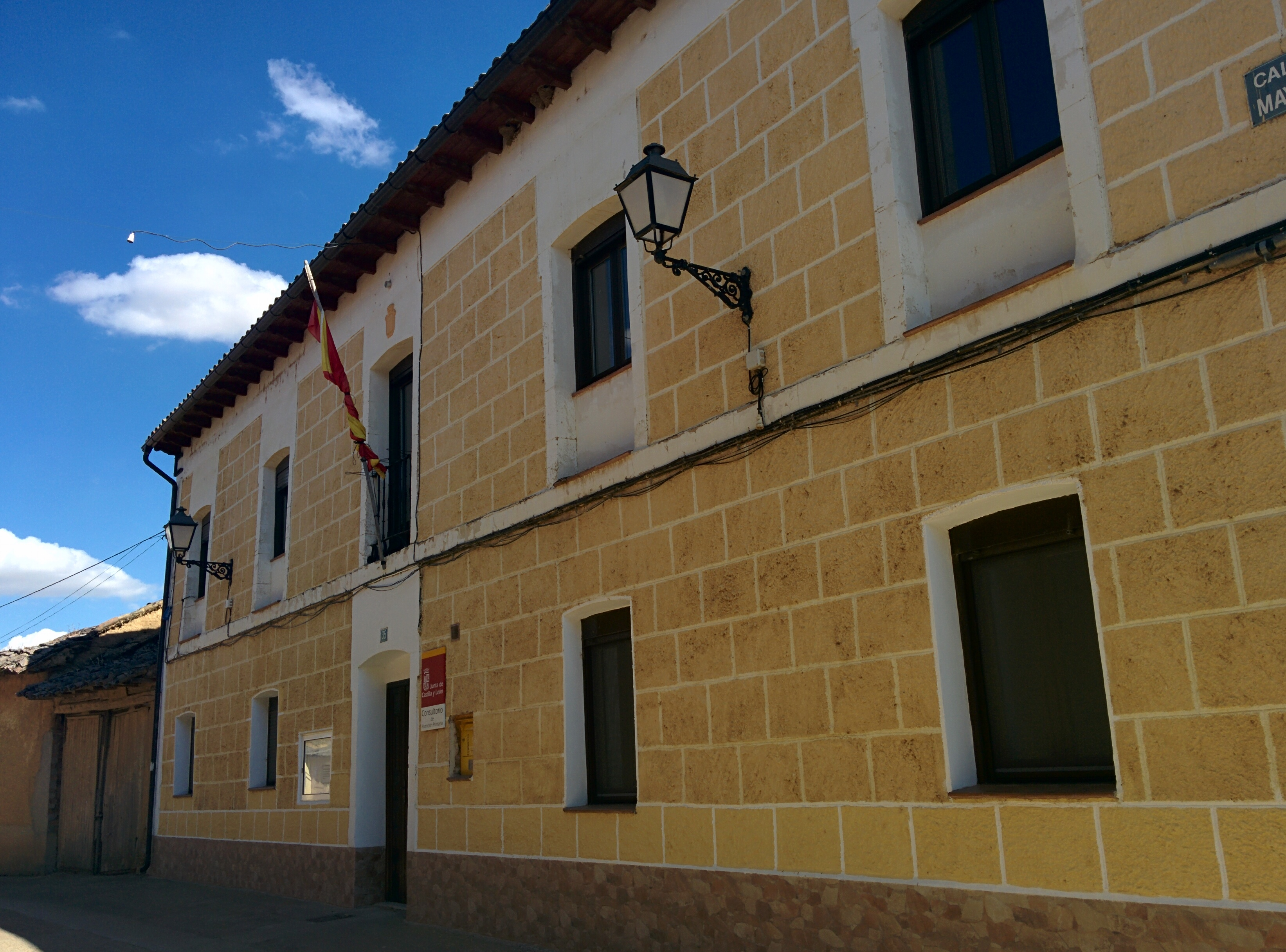
Rathaus

- Adrianskirche
- Marienkapelle
- Rathaus